# Chatuchak
Chatuchak (thailändisch จตุจักร, tɕà.tùʔ.tɕàk) ist eine der 50 Bezirke (Khet) in Bangkok, der Hauptstadt von Thailand. Chatuchak ist ein nördlicher Bezirk auf halbem Weg von der Innenstadt zum Flughafen Don Mueang. Chatuchak ist bekannt wegen seines ausgedehnten Wochenendmarkts.

## Geographie
Chatuchak wird im Norden begrenzt vom Khlong Bang Khen, im Osten vom Khlong Lat Phrao, im Süden vom Khlong Bang Sue und im Westen von der „südlichen Eisenbahnlinie“ (vom Hauptbahnhof Hua Lamphong über den Bahnhof von Bang Sue und weiter in Richtung Süd-Thailand) und von der Thanon Prachachuen.
Die benachbarten Bezirke sind im Uhrzeigersinn von Norden aus: Lak Si, Bang Khen, Lat Phrao, Huai Khwang, Din Daeng, Phaya Thai und Bang Sue.

## Geschichte
Chatuchak war ursprünglich Teil von Bang Khen. Im Jahr 1989 wurde er ein separater Khet. Der Name des Distrikts kommt von den beiden Sehenswürdigkeiten, dem Chatuchak-Park und dem Chatuchak-Wochenendmarkt. 
Auf dem Areal des Bezirks befand sich früher der Golfplatz der Staatsbahn von Thailand. Heute befindet sich hier der Chatuchak-Wochenendmarkt und der Chatuchak-Park. Am 12. August 1992 öffnete hier auch ein Botanischer Garten, der „Königin-Sirikit-Park“.

## Sehenswürdigkeiten

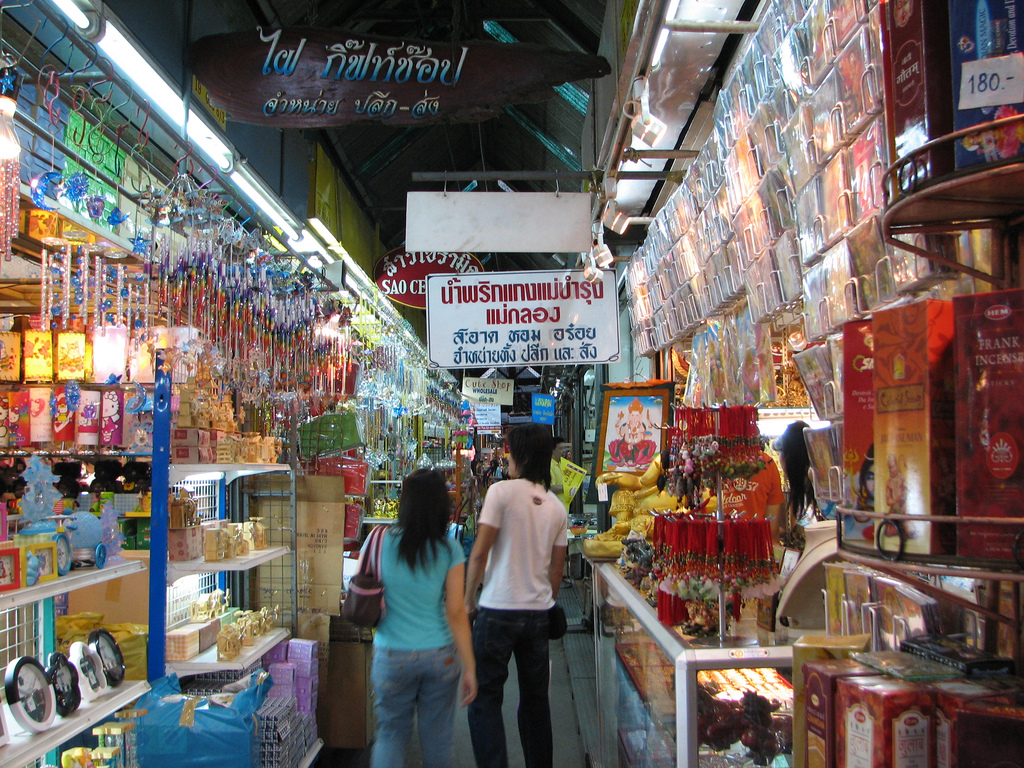
Einer der Gänge des Chatuchak-Wochenendmarktes

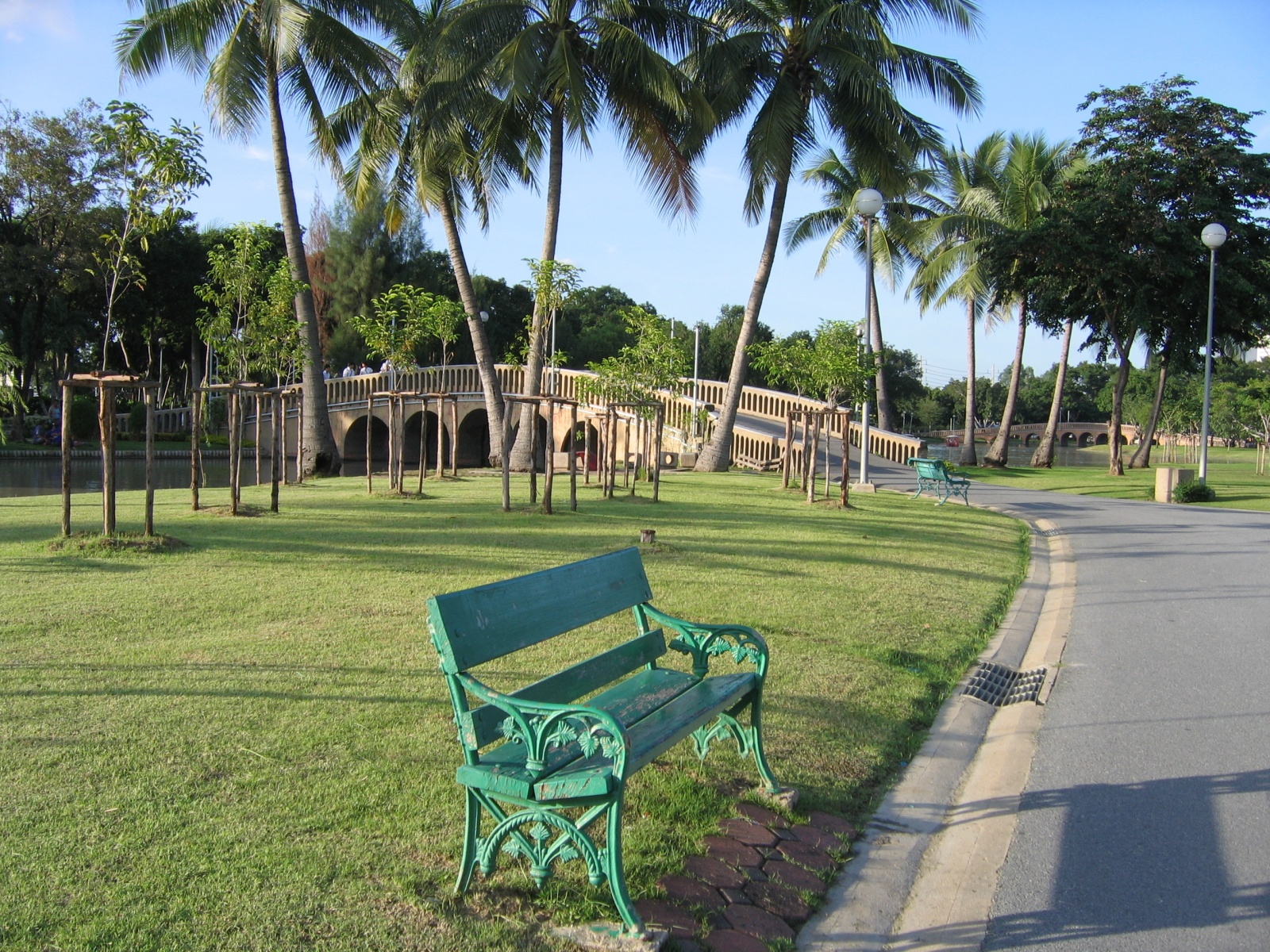
Im Chatuchak-Park

### Märkte und Parks
- Chatuchak-Wochenendmarkt – die bekannteste Einrichtung des Bezirks ist wohl der Markt, der jedes Wochenende stattfindet. Er ist der größte des Landes und öffnet in einem abgeteilten Komplex, der von allen Seiten durch Eingänge erreichbar ist, vor denen sich große Parkplätze befinden. Er dient weniger als Frischmarkt, sondern mehr zum Verkauf von fabrikneuer Kleidung, Second Hand-Artikeln, Pflanzen, Einrichtungs-Gegenständen und sogar Kunst.
- Or Tor Kor Markt – Der Frischmarkt, der der Marketing Organization for Farmers gehört, wird von CNN als einer der besten Frischmärkte der Welt eingestuft.[2] Direkt in nördlicher Richtung anschließend befindet sich das Siam Orchid Center, ein Pflanzen- und Blumenmarkt.
- Parks – nördlich des Wochenendmarktes liegt der Chatuchak-Parkkomplex. Dieses Gebiet war früher ein Golfplatz der Thailändischen Eisenbahn. Es ist 1,13 km² groß und besteht aus dem Chatuchak-Park (สวนจตุจักร)[3], dem Königin-Sirikit-Park (สวนสมเด็จพระนางเจ้าสิริกิติ์ฯ) und dem Wachirabenchatat-Park (สวนวชิรเบญจทัศ). Der Chatuchak-Park (0,304 km²) war der erste Park, er wurde im Dezember 1980 eröffnet. Er liegt an der Phahonyothin-Straße direkt neben der Skytrain-Station Mo Chit, er ist somit leicht zu erreichen. Im Park befindet sich ein Eisenbahn-Museum. Der Königin-Sirikit-Park (0,224 km²) ist ein botanischer Garten, der zu Ehren des 60. Geburtstags von Königin Sirikit im Dezember 1996 eröffnet wurde. Unter den Bäumen des Parks befinden sich Hibiskus, Frangipani (Plumeria) und viele Palmenarten. Besonders sehenswert sind die farbenfrohen, in- und ausländischen Arten von Lotusblüten auf verschiedenen Teichen und antiken Pflanzbecken. Der Garten liegt hinter dem Parkplatz des Chatuchak-Wochenendmarktes. Der Wachirabenchatat-Park (0,600 km²) ist der größte und neueste Park. Ursprünglich hieß er „Eisenbahn-Garten“ (สวนรถไฟ, Suan Rot Fai), er wurde aber im Juli 2002 umbenannt zu Ehren des 50. Geburtstags von Kronprinz Maha Vajiralongkorn. Zu sehen ist hier ein Schmetterlings-Garten und der größte Springbrunnen von Thailand.

### Weitere Sehenswürdigkeiten
- Das Verwaltungsgebäude der Kasetsart-Universität beherbergt auch das erste Aquarium Thailands, das Bangkok-Aquarium.

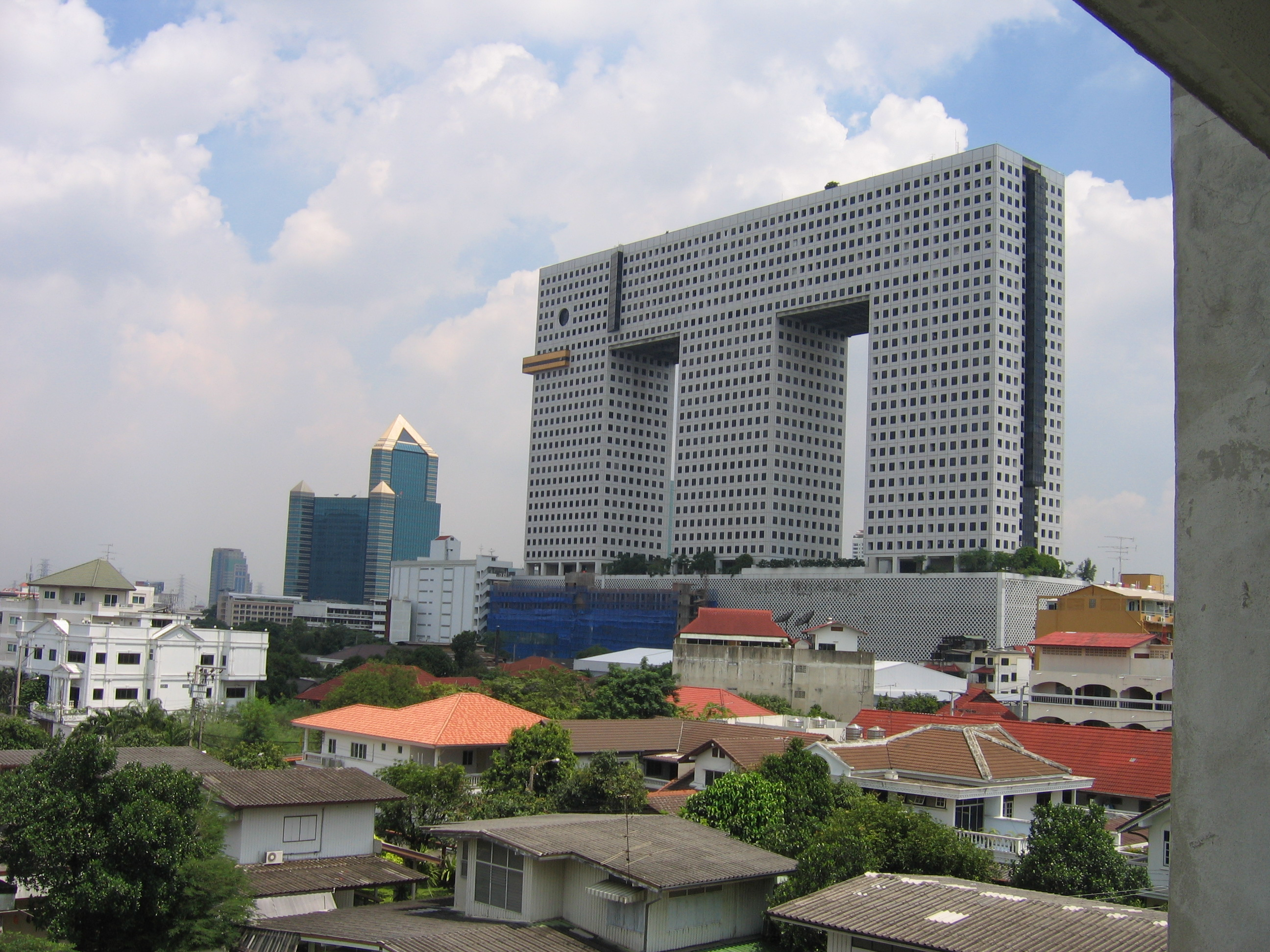
„Elephant Tower“

- Der Elephant Tower (ตึกช้าง) ist wohl das originellste Gebäude Bangkoks. Es hat die Form eines riesigen Elefanten und besteht aus drei Türmen, die obersten Stockwerke erstrecken sich über alle drei Türme. In ihm befinden sich Wohnungen und Büros.

## Ausbildung
- Die Kasetsart-Universität unterhält einen weitläufigen Campus, welcher von der Thanon Vibhavadi Rangsit (Vibhavadi-Rangsit-Straße), der Thanon Ngam Wong Wan (Ngam-Wong-Wan-Straße) und der Thanon Phahonyothin eingeschlossen ist. Die renommierte Kasetsart-Universität lehrte ursprünglich land- und forstwirtschaftliche Fächer, heute ist sie eine Volluniversität, die unter anderem auch Ingenieure und Wirtschaftswissenschaftler ausbildet. Gegenüber der Universität an der Vibhavadhi-Straße befindet sich das Benchachida Building, in dem sich das Museum für thailändische Kunst befindet.
- Rajabhat-Universität Chandrakasem
- die private Sripatum-Universität
- die private St John’s University

## Verkehr
Der Bezirk ist angebunden an die Untergrundbahn von Bangkok (MRT), die hier zwei Stationen hat: Kamphaeng Phet und Chatuchak Park. Auch befindet sich hier mit Mo Chit die nördliche Endhaltestelle der Sukhumvit-Linie des Skytrain (BTS). Etwas weiter westlich befindet sich der Busbahnhof Chatuchak (umgangssprachlich ebenfalls Mo Chit genannt), von dem aus alle Fernbusse in die nördlichen und nordöstlichen Provinzen abfahren.

## Wirtschaft
An der Thanon Phahonyothin im Unterbezirk Chom Phon befinden sich die Studios von Kanal 7, dem Privatsender mit den höchsten Einschaltquoten in Thailand. Ganz in der Nähe, an der Thanon Vibhavadi Rangsit befindet sich der Firmensitz der Fluggesellschaft Thai Airways International sowie des teilstaatlichen Mineralölkonzerns PTT, des größten Unternehmens Thailands. Ebenfalls in diesem Bezirk sitzen die Hauptverwaltungen zweier der größten Banken des Landes: der Siam Commercial Bank (Th. Ratchadaphisek) und der TMB Bank (Th. Phahonyothin).
Central Plaza Lat Phrao (Eigenschreibung CentralPlaza Lardprao) an der Gabelung von Th. Phahonyothin und Th. Vibhavadi Rangsit war bei seiner Eröffnung 1983 eines der ersten großen Einkaufszentren Thailands. Es ist das größte Einkaufszentrum des Distrikts, besteht aus dem Central Department Store, dem Bangkok Convention Centre (dem ersten Kongresszentrum Thailands), mehreren Kinos und zahlreichen Einzelhandels-Geschäften. 2011 wurde es komplett modernisiert. In der Nähe befindet sich auch das Major Cineplex Ratchayothin, ein Großkino mit einem IMAX-Theater.

## Justiz
Im Unterbezirk Lat Yao befindet sich das berüchtigte Zentralgefängnis Klong Prem (umgangssprachlich Gefängnis Lat Yao), das von westlichen Ausländern zynisch „Bangkok Hilton“ genannt wird.

## Verwaltung
Der Bezirk ist in fünf Unterbezirke (Khwaeng) gegliedert:
| Nr. | Name        | Thai     | Einw.  |
| --- | ----------- | -------- | ------ |
| 1.  | Lat Yao     | ลาดยาว   | 45.700 |
| 2.  | Sena Nikhom | เสนานิคม  | 20.347 |
| 3.  | Chan Kasem  | จันทรเกษม | 39.135 |
| 4.  | Chom Phon   | จอมพล    | 30.467 |
| 5.  | Chatuchak   | จตุจักร    | 25.299 |